# Acido ipogeico
L'acido ipogeico o trans-7-esadecenoico è un acido grasso lineare composto da 16 atomi di carbonio, con 1 doppio legame in posizione 7=8 in configurazione trans. Ha formula di struttura CH3-(CH2)7-CH=CH-(CH2)5-COOH.
Con lo stesso nome, acido ipogeico, può essere chiamato il più diffuso isomero cis: acido cis-7-esadecenoico; 16:1Δ7c, noto anche come acido 7-palmitoleico.
L'identificazione e separazione da altri isomeri (acido palmitoleico -16:1Δ9c, acido sapienico -16:1Δ6c, acido palmitoelaidico -16:1Δ9t , acido gaidico - 16:1Δ2t) rilevabili in natura è complessa e pochi studi hanno isolato chiaramente l'acido ipogeico.
Varie analisi e indagini lipodomiche non specificano il rapporto tra l'isomero Δ7cis e Δ7trans e spesso raggruppano tutti gli isomeri nel 16:1Δ9.
L'acido ipogeico nella configurazione cis e trans può essere rilevato nel latte e colostro umano e animale.
È stato identificato legato nei lipidi cellulari, soprattutto fosfolipidi umani e animali. Solo nella configurazione cis, a concentrazioni relativamente basse, è stato isolato negli oli di semi di molte piante, dove verrebbe biosintetizzato per β-ossidazione dall'acido oleico. La sua presenza e accumulo in alcune cellule è considerata , da alcuni studi non conclusivi, un marcatore del rischio cardiovascolare.

## Storia
Il nome deriva dall'Arachis hypogea, l'arachide, nel cui olio di semi Goessmann, negli anni 1854-1855, avrebbe identificato, come secondo componente dopo l'acido oleico, un acido monoinsaturo con 16 atomi di carbonio con formula C15 H29 COOH. Il nome è rimasto anche dopo che molte analisi hanno concluso che acidi monoinsaturi con 16 acidi di carbonio nell'olio di arachidi erano assenti o in concentrazioni irrisorie. Con il progresso delle tecniche di analisi e di separazione degli acidi grassi l'acido trans-7-esadecenoico è stato isolato in natura molto più raramente mentre può essere facilmente sintetizzato partendo dall'acido stearidonico.